# Semibugula birulai
Semibugula birulai är en mossdjursart som beskrevs av Arnold Girard Kluge 1929. Semibugula birulai ingår i släktet Semibugula och familjen Candidae. Inga underarter finns listade i Catalogue of Life.